# Heinekenia
Heinekenia là một chi thực vật có hoa trong họ Đậu.